# Церква Великомученика Пантелеймона (Сколе)
Церква Святого Великомученика Пантелеймо́на (Св. Параскевії) — діюча греко-католицька дерев'яна церква у бойківському стилі в місті Сколе Львівської області. Парафія належить до Сколівського деканату, Самбірсько-Дрогобицької Єпархії УГКЦ. Престольне свято — 9 серпня.

## Історія

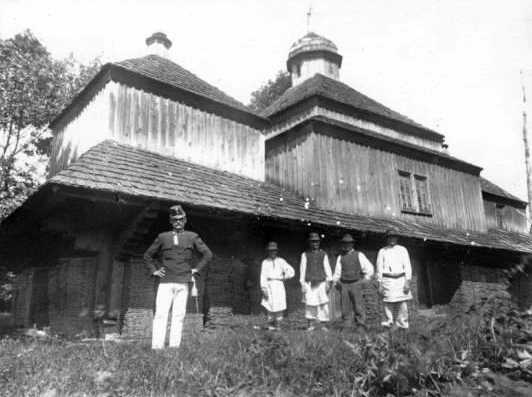
Церква між 1914-1918 роками

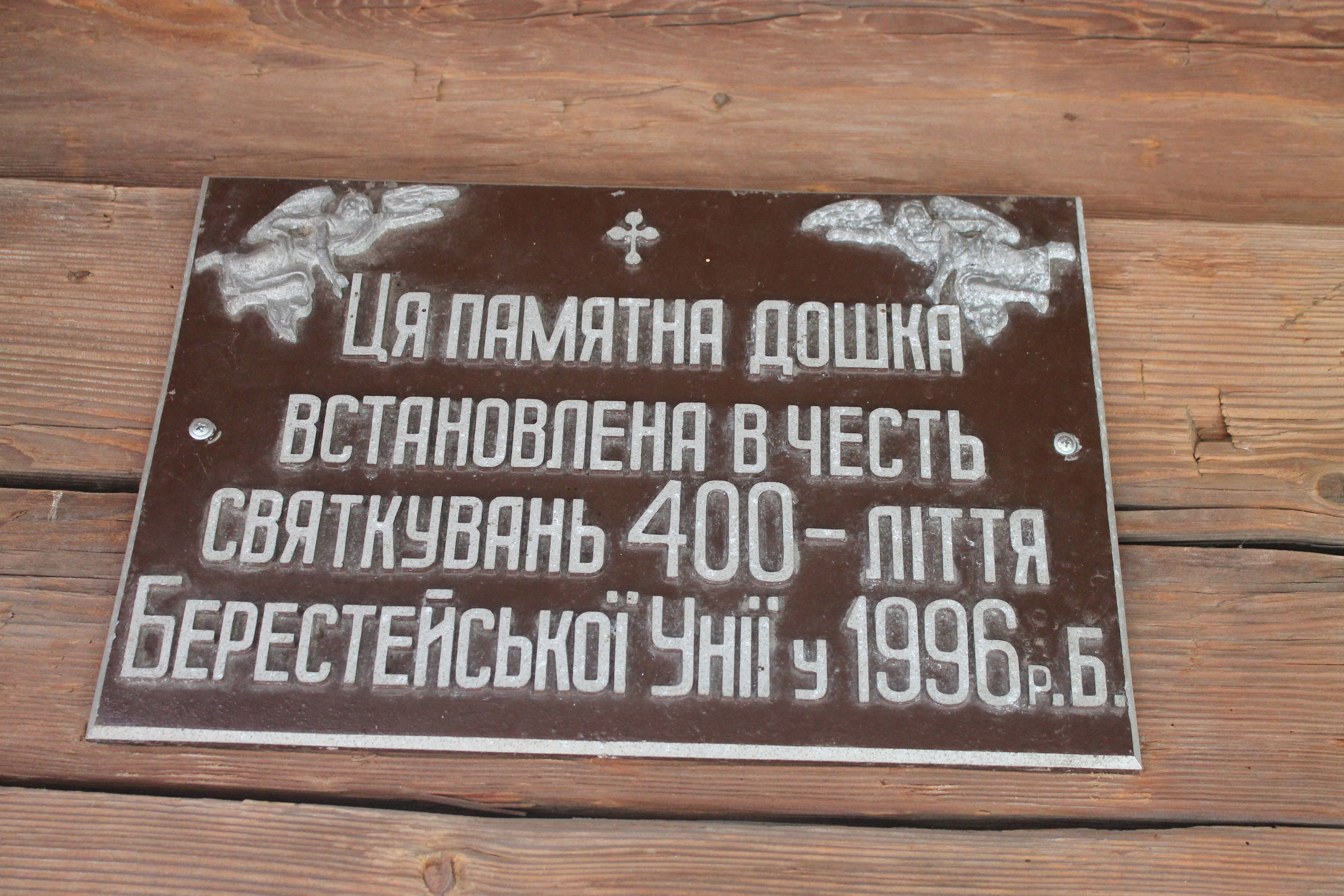
Пам'ятна дошка в честь 400-ліття Берестейської Унії

Церкву споруджено у XVII столітті, за переказами — 1597 року. Спочатку називалася церквою святої Параскеви. Діяла як парафіяльна до 1896 року. З цього ж року почала діяти церква Різдва Пресвятої Богородиці. У церкві св. Пантелеймона богослужби відбувались по великих святах. Остаточно церква була закрита з вересня 1939 року. 
У 1944-1945 роках діяла, поки відбувався ремонт у церкві Різдва Пресвятої Богородиці. 
1948 року комуністичним режимом церква була закрита.
З 1948 по 1990 рік церква використовувався як музей. 
У 1960 році церкву передано під Історико-краєзнавчий музей.
За підпілля парафію обслуговував о. Лесів – греко-католицький священик, який трагічно загинув у автокатастрофі.
Після проголошення Незалежності України, церква була передана віруючим. 9 серпня 1993 року було вперше відправлено службу отцем деканом Василем Головацьким та отцем-дияконом Володимиром Борисом 21 вересня 1993 року церква освятив владика Юліан Вороновський. 4 жовтня 1993 року було обрано церковний уряд. 17 листопада 1993 року грамотою призначено завітателем церкви отця Володимира Бориса.
У 1994 році при церкві засновано братство Св. Володимира.
1995 року розпочався ремонт церкви. У березні 1997 року закуплено дзвони. Цього ж року здійснювалось перекриття церкви.
14 квітня 2009 року в церкві сталася пожежа, яку вчасно ліквідували. Цього ж року церкву відновили після пожежі.
5 жовтня 2017 року в дзвіниці сталася пожежа, вогонь пошкодив стіни на площі 0,5 м²

## Інтер'єр
Іконостас у церкві багатоярусний, різьблений із позолотою, роботи галицьких майстрів XVII-XV III ст. У церкві є ікона Богородиці з ознаками її коронації, хоч самої корони і документації немає.
На церкві встановлена пам'ятна дошка в честь 400-ліття Берестейської Унії.

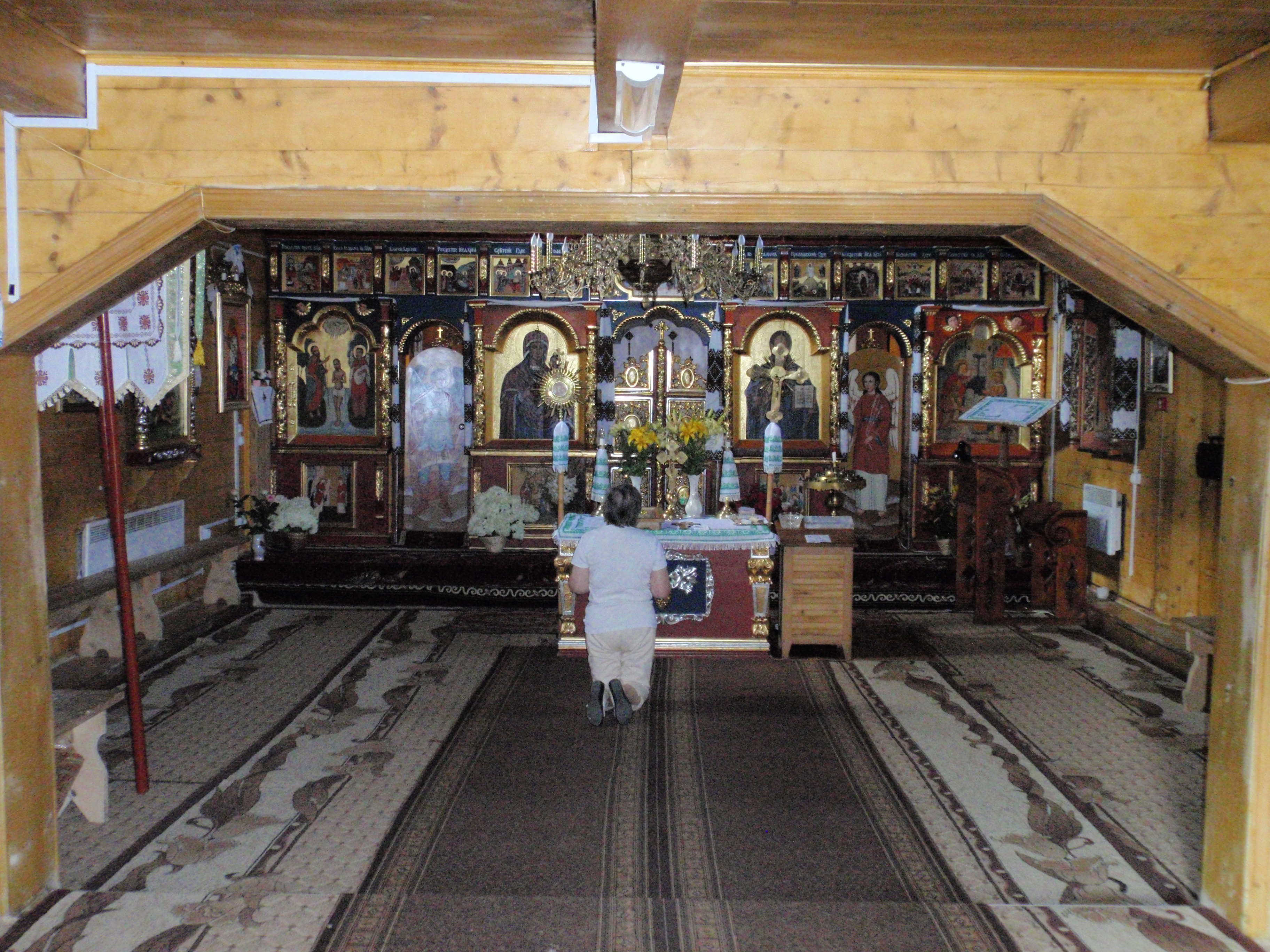
інтер'єр церкви
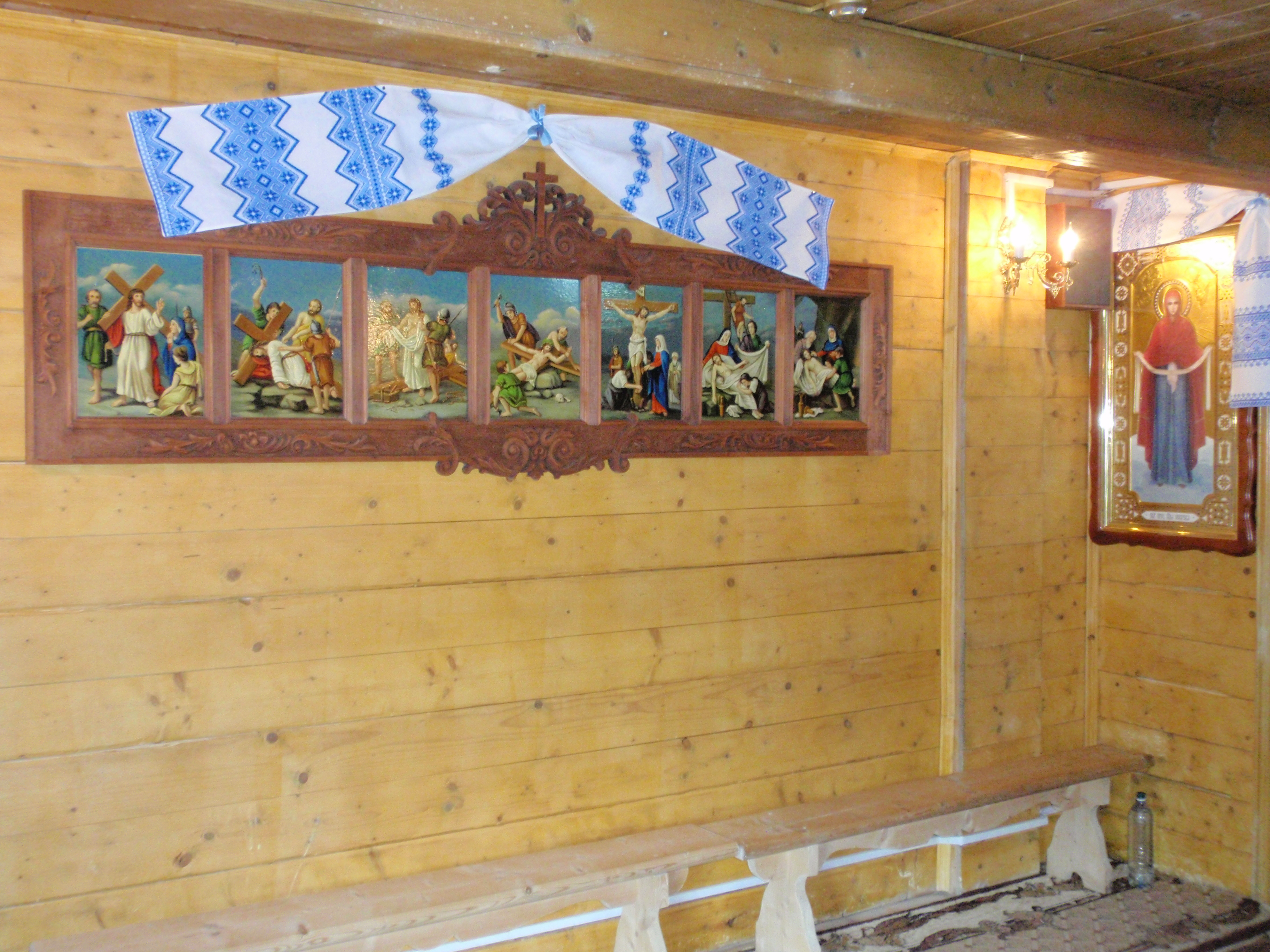
приділ зліва
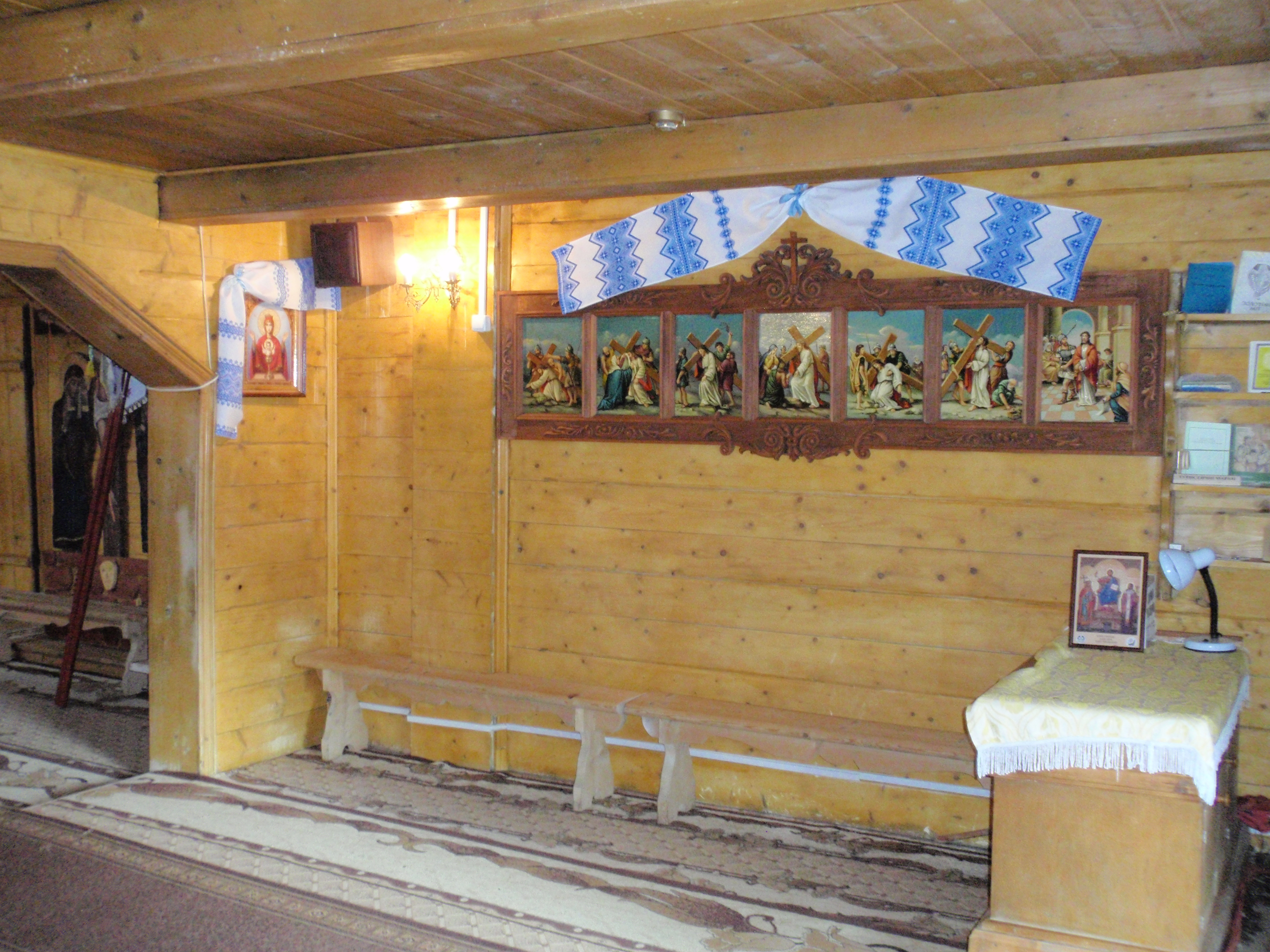
приділ справа
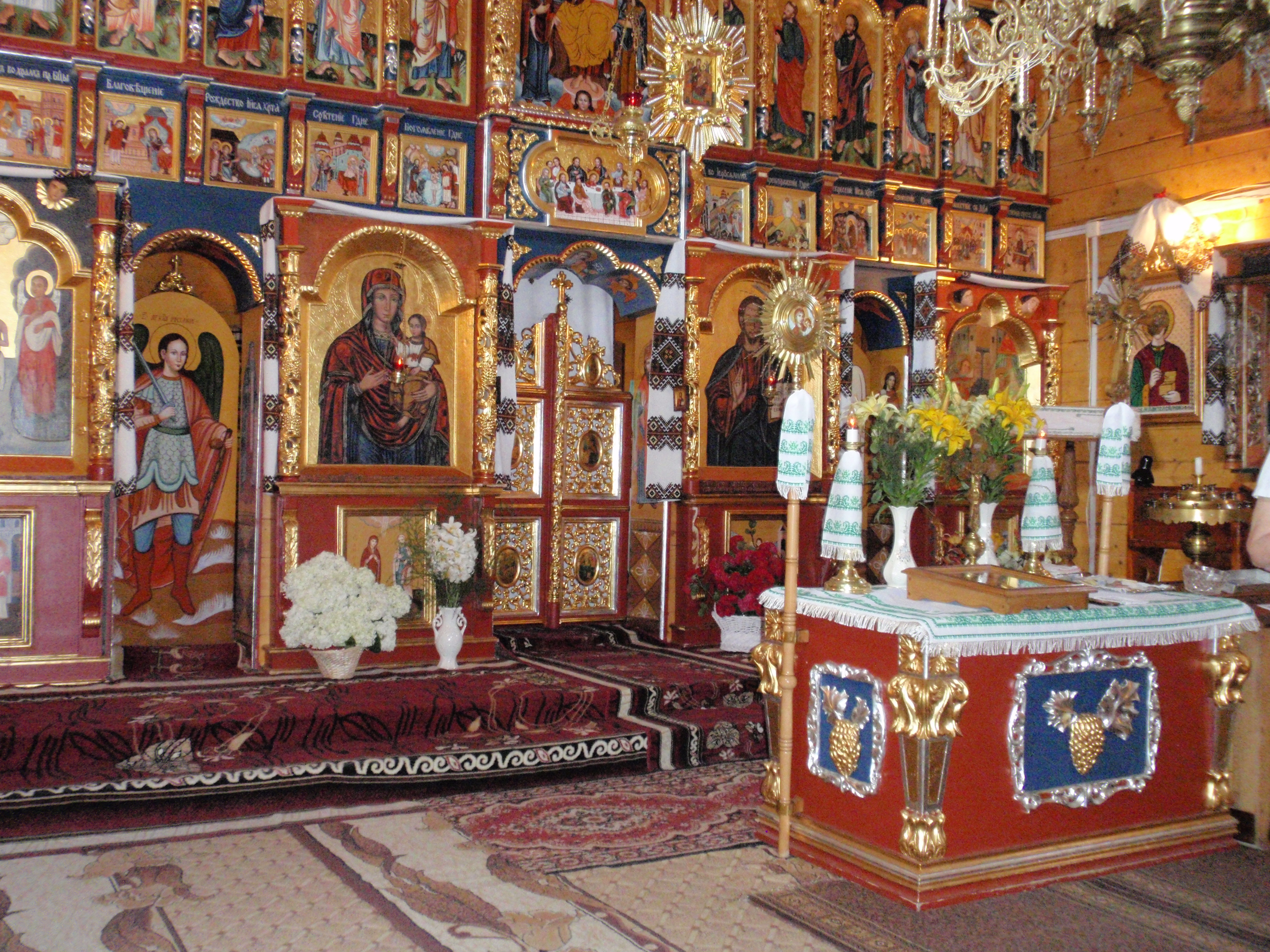
вівтар
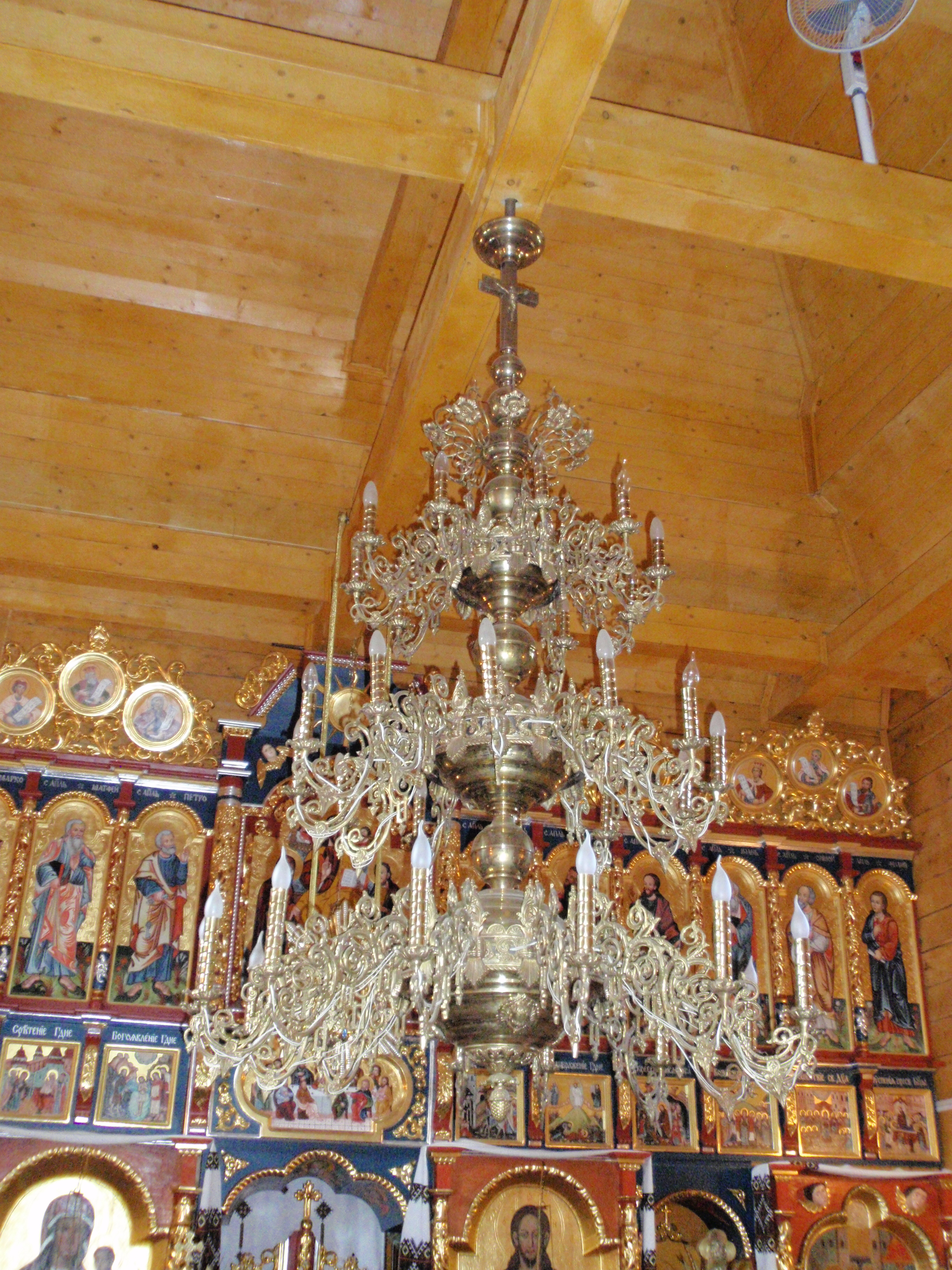
люстра

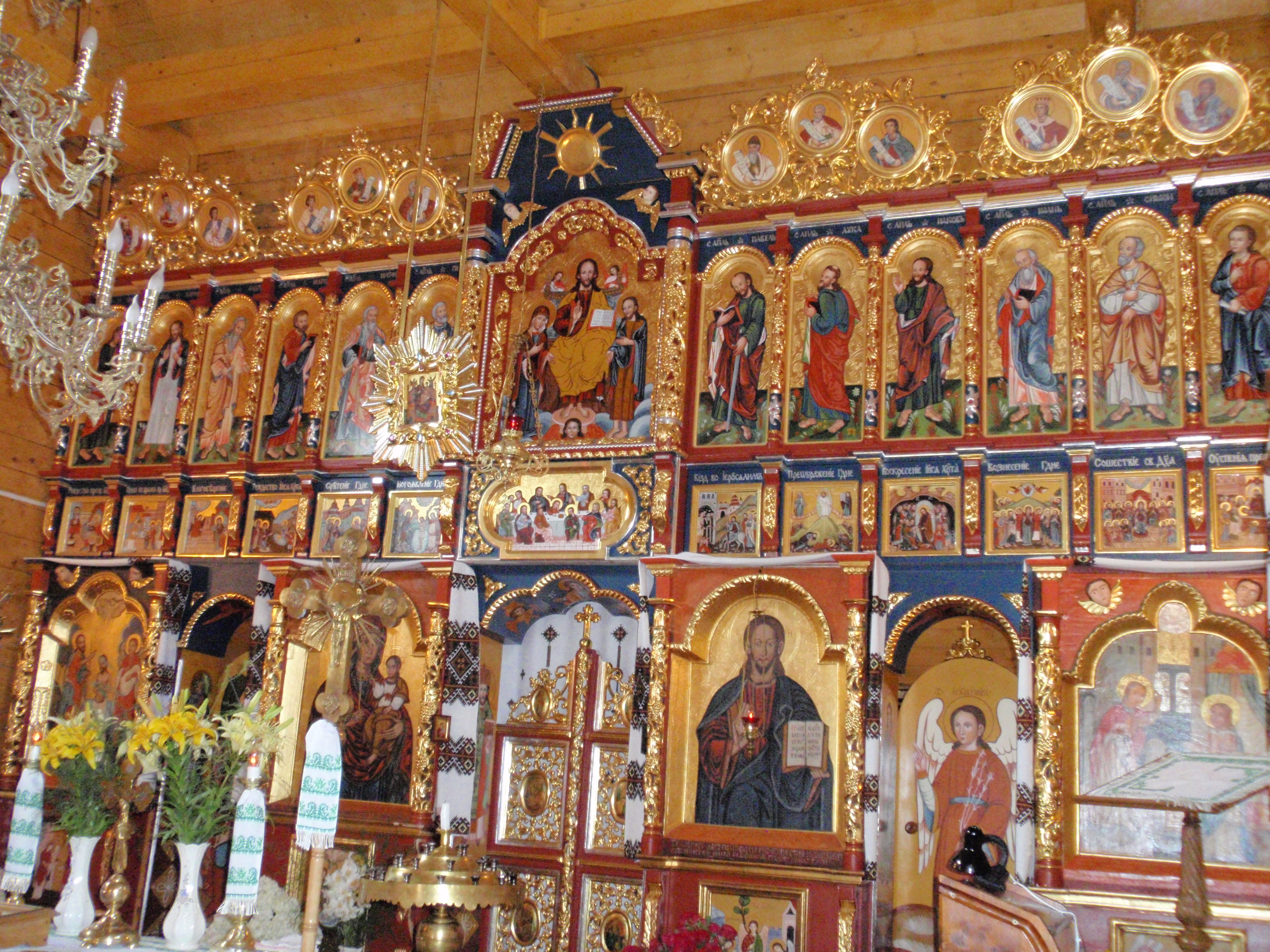
іконостас
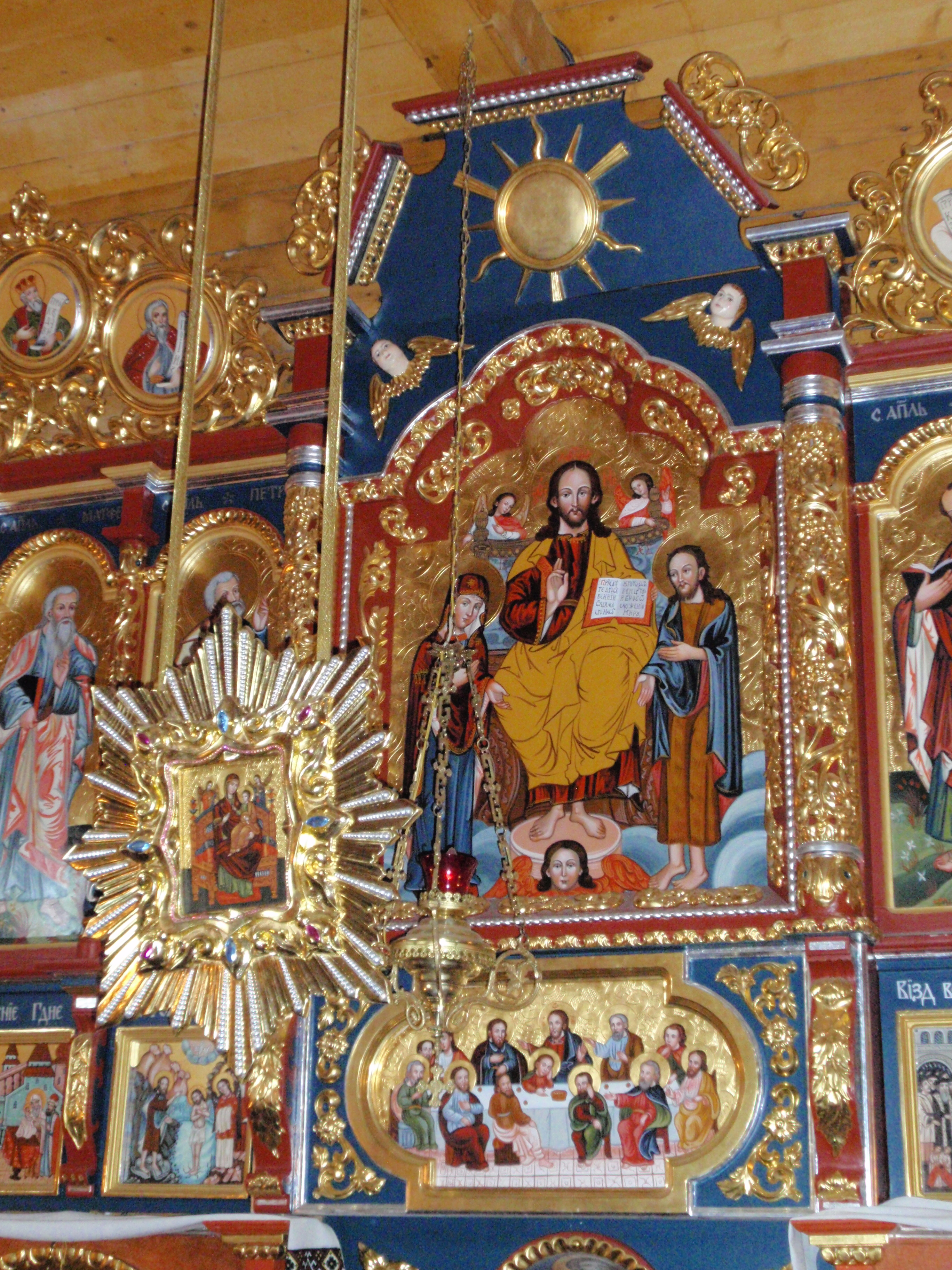
центр іконостасу
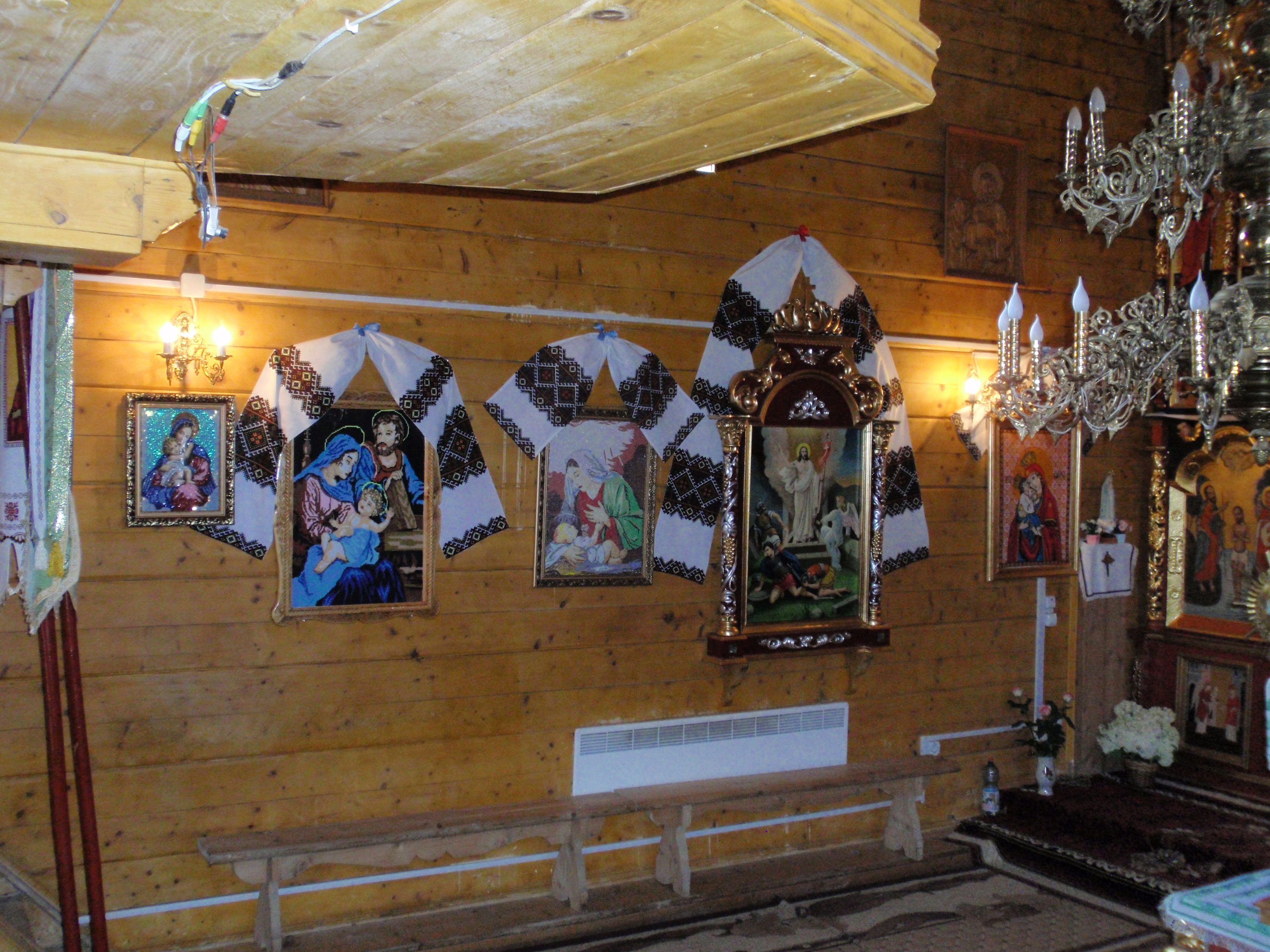
неф зліва
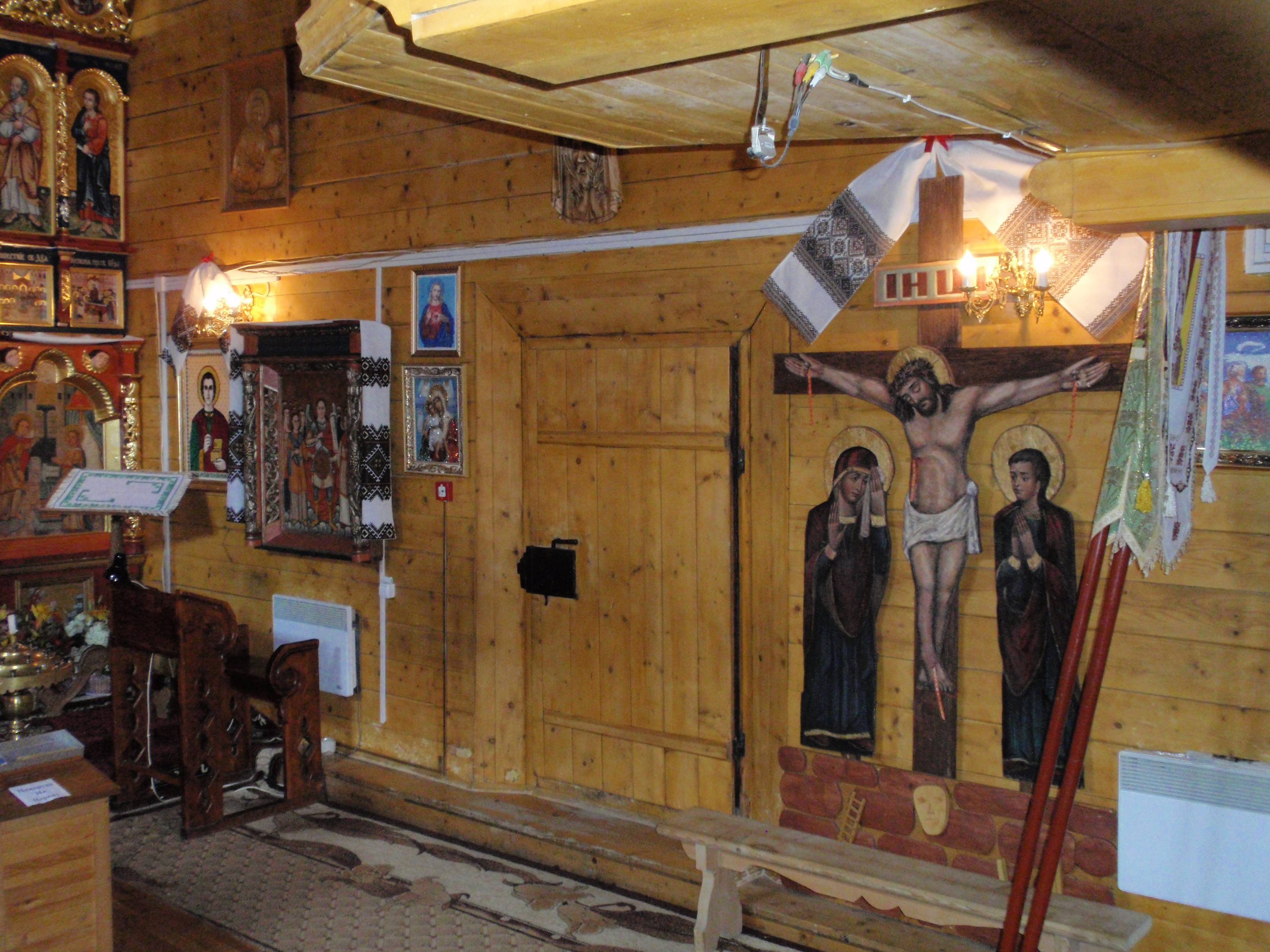
неф справа
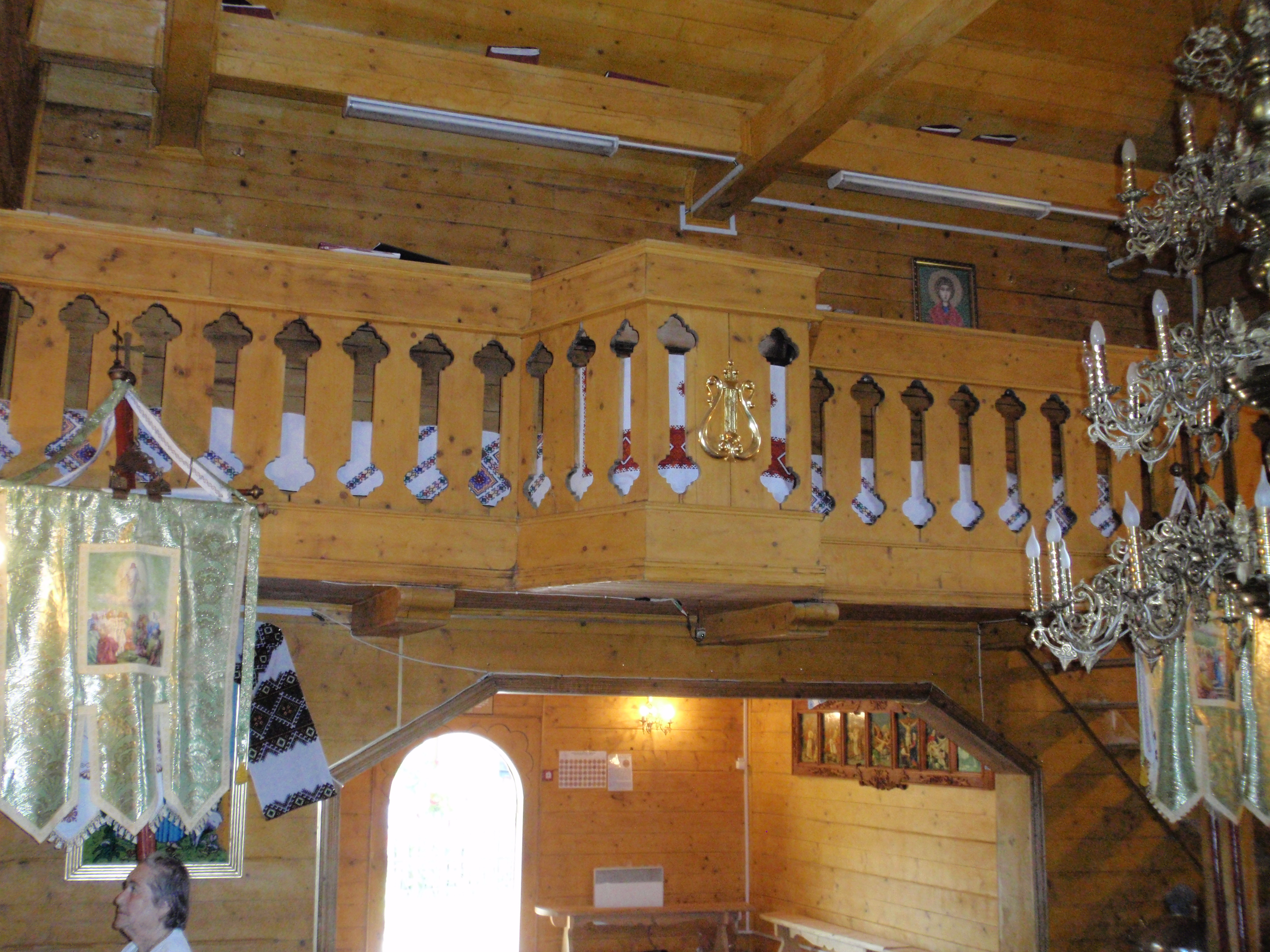
хоровий балкон

## Архітектура
Церква тризубна, триверха. Бабинець, нава та вівтар прямокутні у плані. Центральний зруб ширший за бічні, перекритий чотиригранним невисоким наметовим верхом з одним заломом. Вівтар завершується наметовим чотиригранним дахом без заломів. Бабинець двоярусний, перекритий на рівні хору настилом із брусів, верхній ярус каркасний, хоча наметовий верх має форму вівтарного. Церкву оперезує широке піддашшя на випусках верхніх вінців зрубу.
Дзвіниця розташована у південній частині подвір'я церкви і виконувала роль в'їзних воріт на подвір'я церкви. Вона має розміри: 4 х 4 м, є двоярусна з відкритою аркадою на другому рівні та наметовим верхом, спорудженої пізніше церкви – у 1760 році майстром С. Шлоковцем, про що свідчить напис на одвірку. 

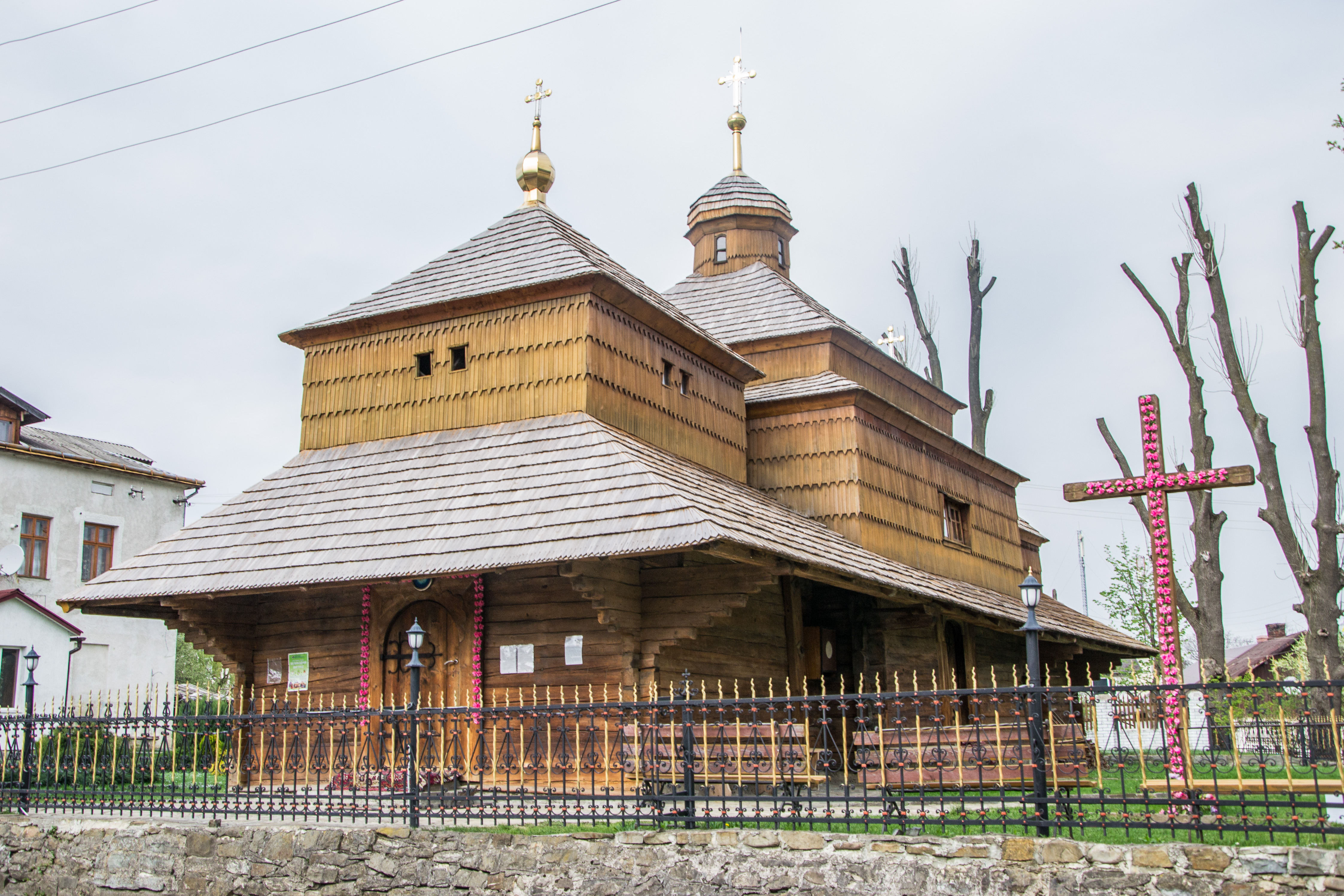
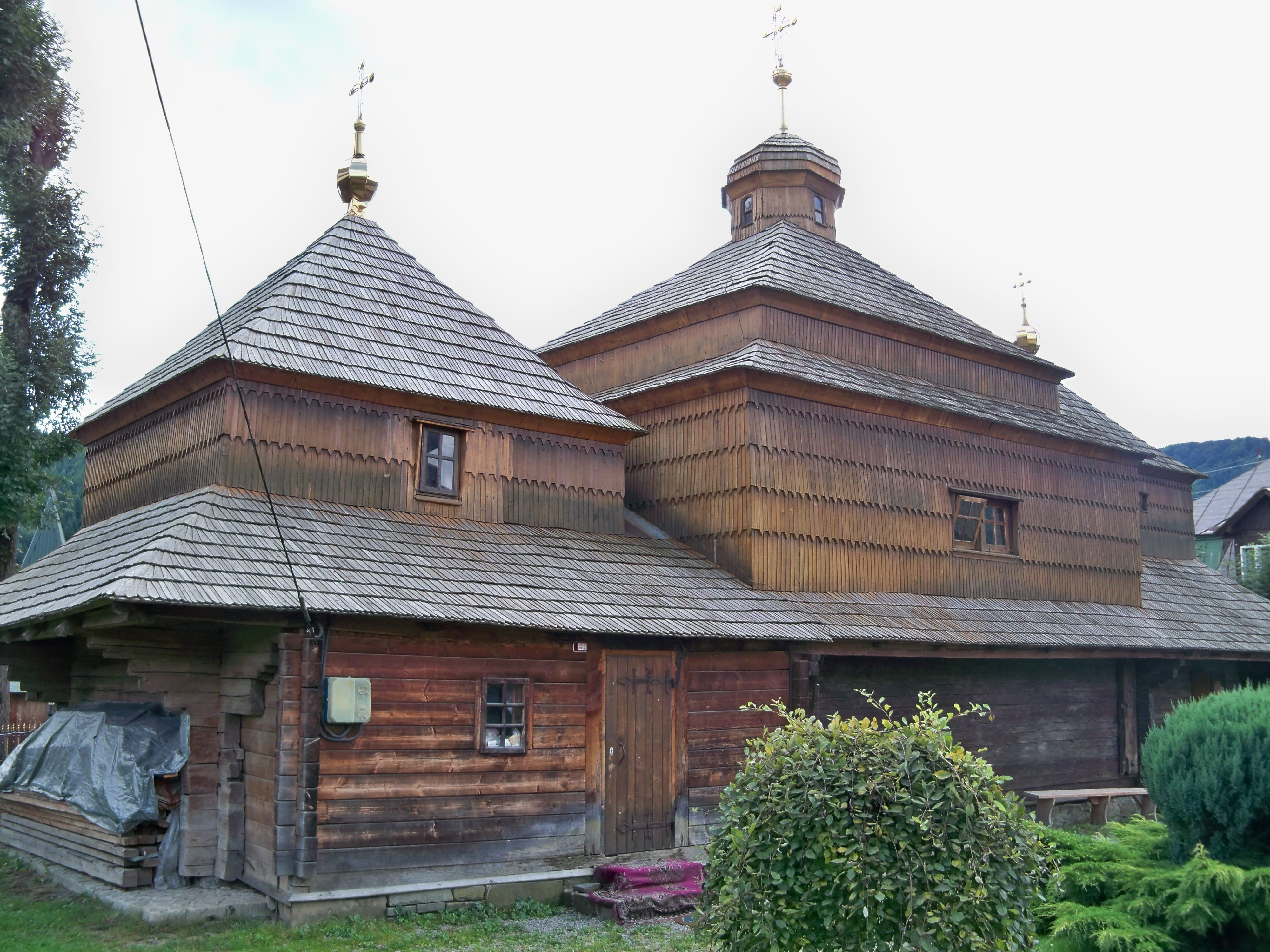
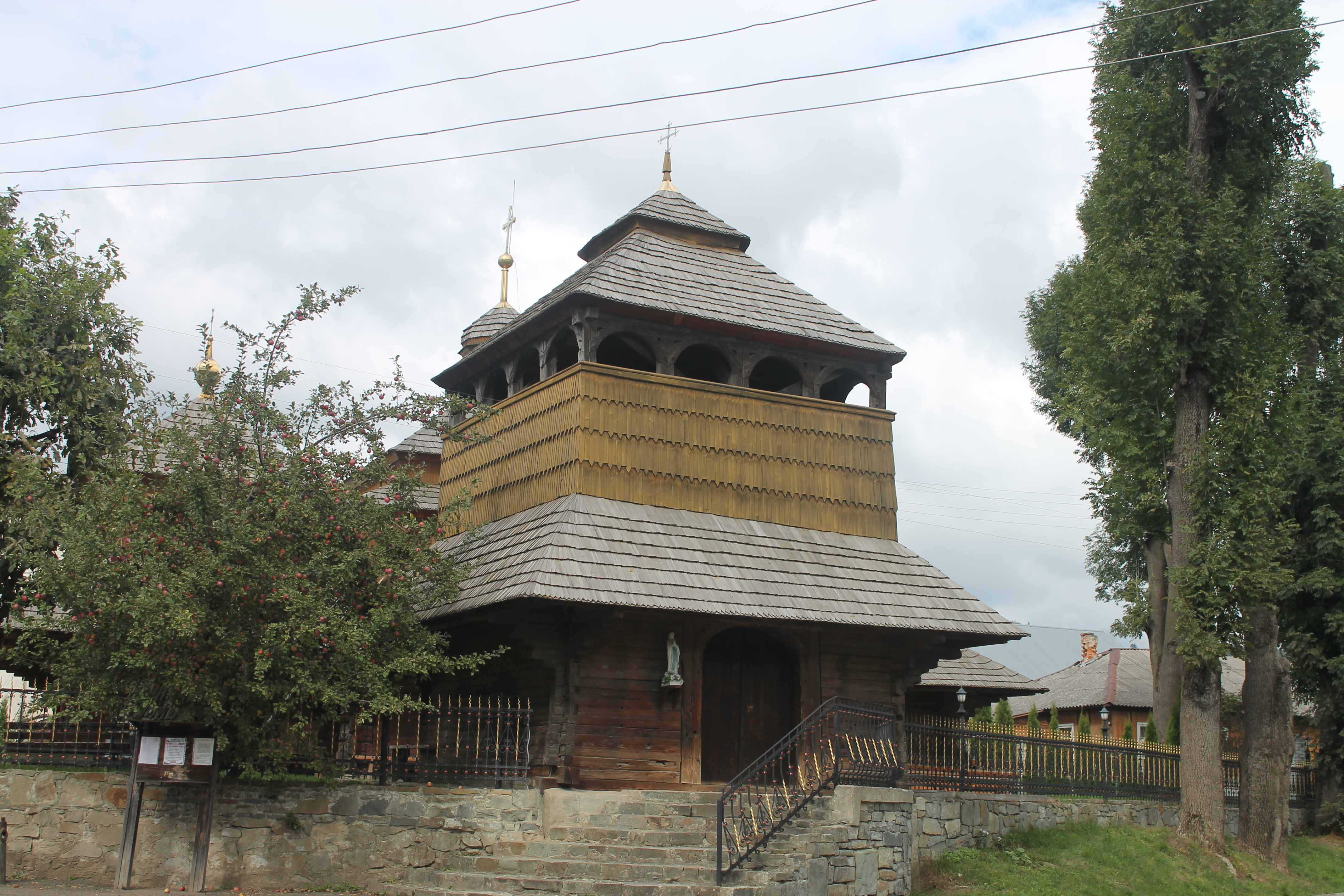
Дзвіниця
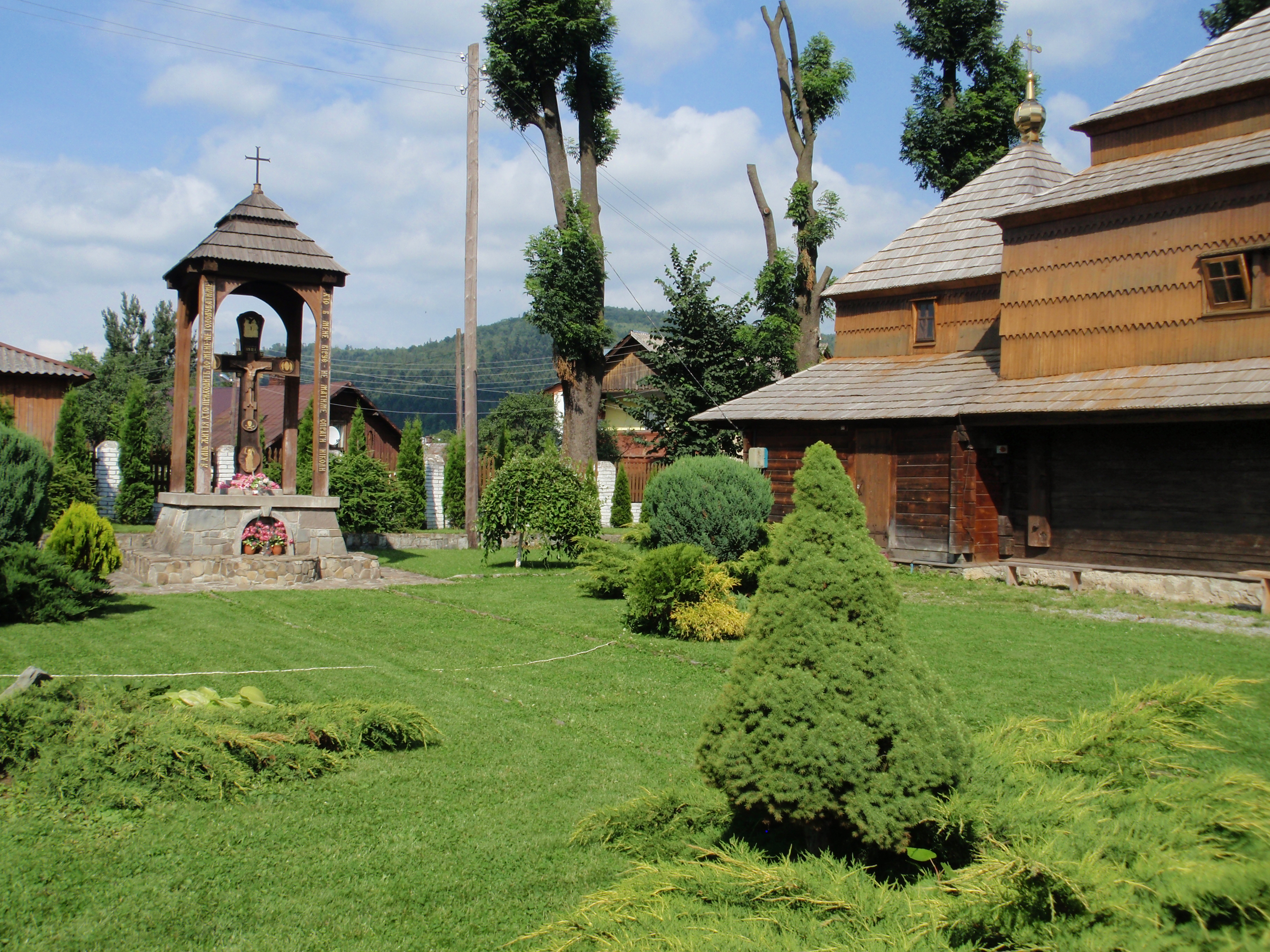
Подвір'я церкви
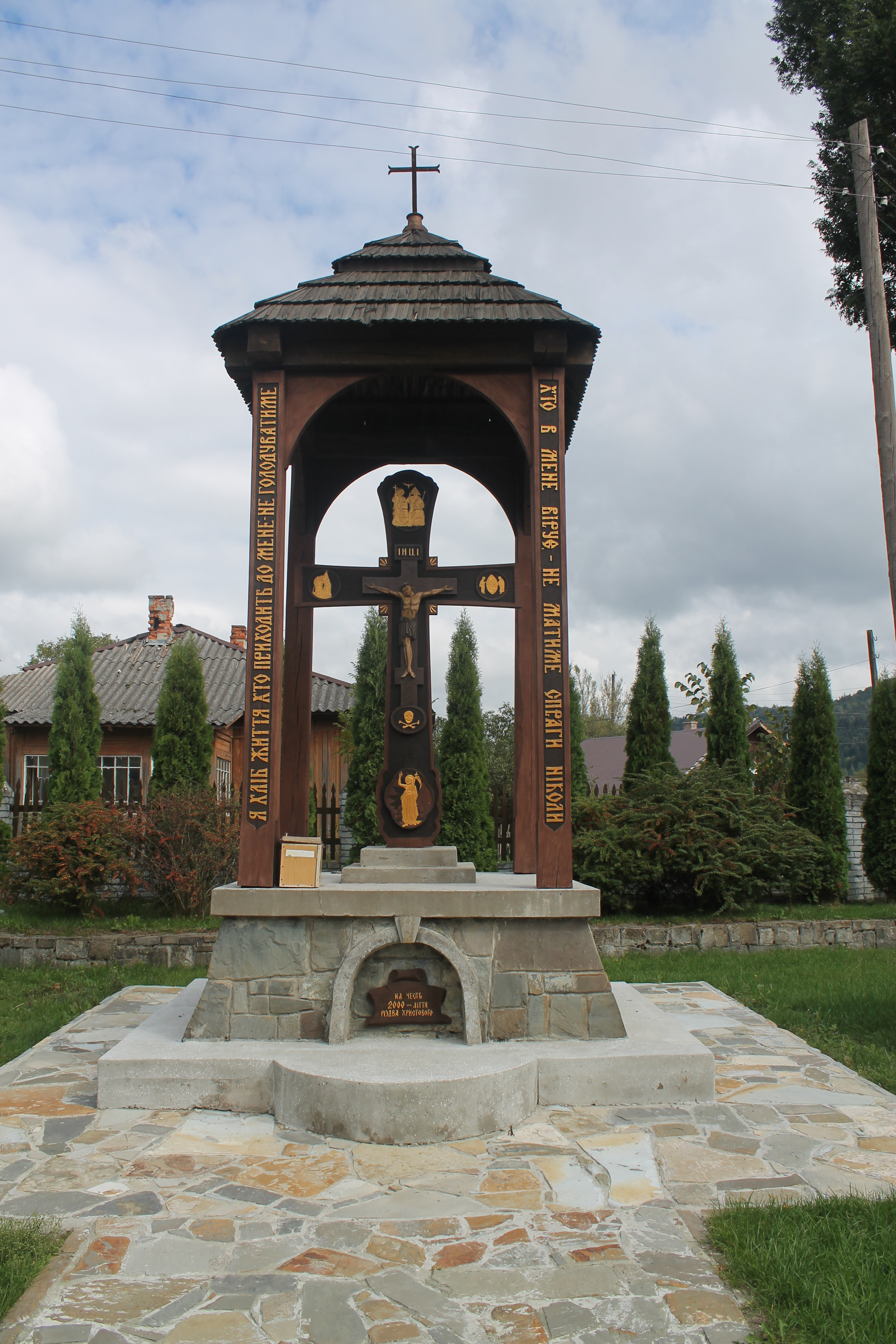
Хрест біля церкви